# Etta Eyong
Karl Edouard Blaise Etta Eyong, más conocido como Etta Eyong (Douala, Camerún; 14 de octubre de 2003) es un futbolista camerunés-francés que se desempeña como delantero. Actualmente milita en el Villarreal Club de Fútbol "B" de la Primera Federación.

## Carrera deportiva

### Canteras del Cádiz CF y el Villarreal
Llegó a los escalafones inferiores del Cádiz CF en enero de 2022 procedente de la Ecole de football Galactique de su ciudad natal, Douala, donde había jugado desde que era un niño. Así pasó por la Fundación Cádiz CF Juvenil, Cádiz CF Juvenil y el Sénior del Cádiz CF Fundación.
En la temporada 2022-23 pasó a formar parte del Cádiz CF Mirandilla, realizó la pretemporada con el primer equipo e incluso fue convocado por el primer equipo en un partido contra la Real Sociedad.
En enero de 2024 debuta con el Cádiz CF en la derrota del submarino amarillo contra el Alavés por uno a cero.
En agosto de 2024 fichó por tres temporadas por el filial del Villarreal CF por algo menos de un millón de euros y un porcentaje de una futura venta.
El 20 de abril de 2025 debuta con el primer equipo del Villarreal Club de Fútbol, resultando el partido en un 2 a 2. En el minuto 96 se le anuló el que hubiera sido su primer gol en su debut. Más tarde, el 10 de mayo frente al Girona Fútbol Club entró en el minuto 85 de partido para posteriormente meter el gol de la victoria siendo este su primer gol con el Villarreal Club de Fútbol (0-1)

### Selección
A pesar de no haber debutado con la selección de su país, ha sido llamado en varias ocasiones para representar a la Selección de fútbol sub-23 de Camerún.

## Clubes
Actualizado al último partido disputado el 8 de diciembre de 2024.
| Club                          | País   | Año             | Partidos | Goles |
| ----------------------------- | ------ | --------------- | -------- | ----- |
| Cádiz C. F. "B"               | España | 2023-2024       | 46       | 14    |
| Cádiz C. F.                   | España | 2024            | 2        | 0     |
| Villarreal Club de Fútbol "B" | España | 2024-Actualidad | 30       | 19    |
| Villarreal Club de Fútbol     | España | 2025-Actualidad | 4        | 1     |